# Cens de Caracena
El cens de Caracena (1609) és un document oficial referit al Regne de València, realitzat durant el regnat de Felip III. El seu nom procedeix del títol nobiliari del governant Luis Carrillo de Toledo, marqués de Caracena i virrei de València (1606-1615).

## Dades
La documentació originària es troba a l'Arxiu General de Simancas i, segons Lapeyre, dona les dades següents, sense la ciutat de València:

- cristians, 52.689 cases
- moriscs, 31.715 cases

En el segle xix, Tomás González, arxiver de Simancas, va ser el primer a publicar les dades del cens (1829) i va afegir la xifra de 12.327 cases per a la ciutat de València, que mancava al manuscrit de 1609. Es tracta d'una dada presa d'una font que no consignà, encara que sembla raonable; si s'accepta, el Regne de València devia tenir 96.731 cases l'any 1609, és a dir, 65.016 de cristians (62,2 %) i 31.715 de moriscs (32,8 %), ja que València era, segons tots els indicis, una població exclusivament cristiana.

## Crítica de les dades
El cens, encarregat a l'administració militar, fou en realitat una avaluació feta pels agents del virrei amb dades que van subministrar els senyors, la major part dels quals residien a València, ja que l'objectiu era conéixer el volum de la població morisca, que devia ser expulsada. Els preparatius de l'expulsió dels moriscs eren secrets, i per això no hi degué haver un veritable treball censal. Un 46,7 % de les 525 dades que inclou acaben en xifra zero, com si es tractara d'arredoniments. De fet, el document és manco detallat que els precedents de 1563 i 1602, presenta alguns buits locals i les xifres que ofereix són massa elevades. Per exemple, s'hi varen detectar sobreestimacions de l'ordre d'un 70 % a la vall d'Aiora, a l'àrea d'Artana, a Xestalgar, a Benilloba i a altres indrets. Malgrat tot, és un cens útil perquè cobreix un moment clau de l'època preestadística i permet conéixer la població del Regne de València a nivell municipal.